# Прісноводні заболочені ліси Південно-Західного Борнео
Прісноводні заболочені ліси Південно-Західного Борнео (ідентифікатор WWF: IM0153) — індомалайський екорегіон тропічних та субтропічних вологих широколистяних лісів, розташований на Борнео.

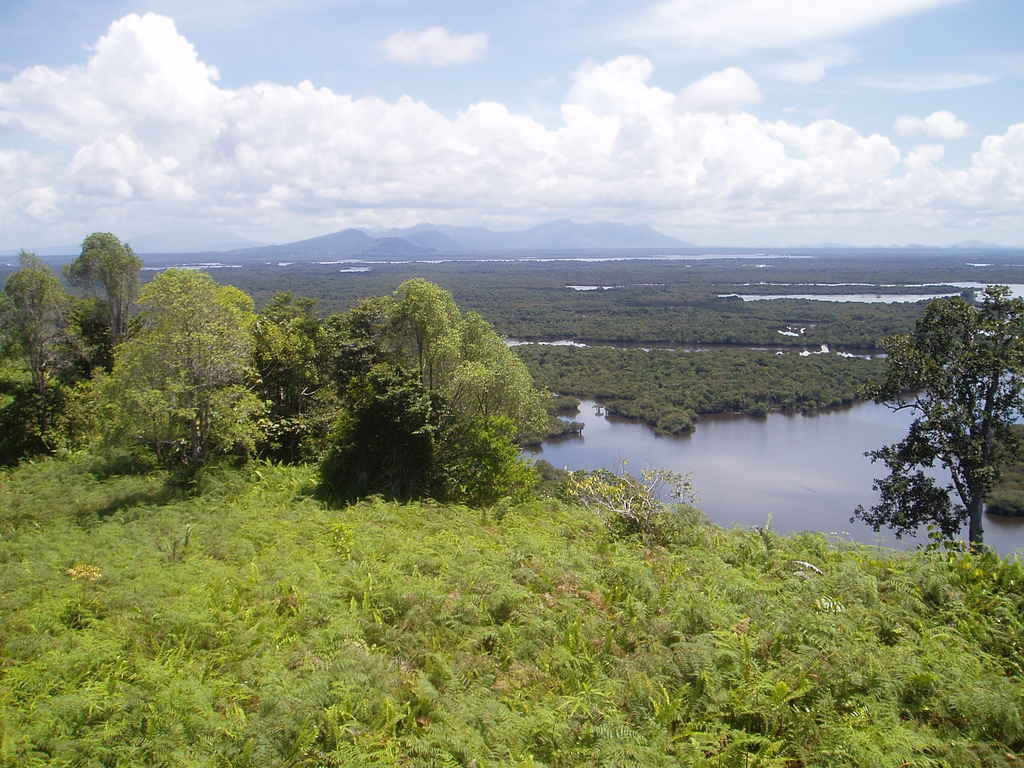
Затоплювані ліси на озері Сентарум

## Географія
Екорегіон прісноводних заболочених лісів Південно-Західного Борнео охоплює низку заболочених ділянок, розташованих в індонезійській частині острова Борнео або Калімантан, найбільшого острова Малайського архіпелагу. Більшість цих ділянок простягаються уздовж південно-західного узбережжя острова, але кілька ізольованих ділянок лежать у внутрішніх районах Калімантану, зокрема навколо озер в заплаві Махакаму та на південь і схід від озера Сентарум в заплаві річки Капуас. 
Прибережні ділянки екорегіону відділені на кілька кілометрів від моря смугою мангрів Зондського шельфу. У внутрішніх районах Борнео прісноводні заболочені ліси переходять у рівнинні дощові ліси Борнео, торф'яно-болотні ліси Борнео та у пустищні ліси Сундаленду.

## Клімат
В межах екорегіону домінує вологий екваторіальний клімат (Af за класифікацією кліматів Кеппена). Середня температура тут коливається від 27 до 32 °C, а середньорічна кількість опадів перевищує 4000 мм.

## Флора
Рослинний покрив екорегіону представлений прісноводними заболоченими лісами, які ростуть у алювіальних заплавах річок та періодично затоплюються багатою на мінеральні речовини прісною водою. На відміну від торф'яно-болотних лісів, органічний осад тут не накопичується, утворюючи потужний шар торфу, а вимивається річковою водою, тоді як проточна вода робить ґрунти в заплавах менш кислими (більше 6 pH). 
Завдяки більш сприятливим аеробним умовам, ніж у торф'яно-болотних лісах, рослинність екорегіону вища, більш густа та різноманітна. Структура та видовий склад затоплюваних лісів залежить від характеру та тривалості затоплення, кількості поживних речовин та кислотності ґрунту. Тут зустрічаються плаваючі трав'яні килимки, колючі пандани (Pandanus spp.), пальми, болотяні, чагарникові та лісові види. У зрілих прісноводних заболочених лісах дерева підіймаються на висоту до 35 м над землею та рясно вкриті ліанами та епіфітами. Серед дерев та чагарників, поширених в екорегіоні, слід відзначити різні види адін (Adina spp.), олстоній (Alstonia spp.), кампносперм (Campnosperma spp.), ділленій (Dillenia spp.), дієр (Dyera spp.), коралових дерев (Erythrina spp.), євгеній (Eugenia spp.), фікусів (Ficus spp.), глют (Gluta spp.), лофопеталумів (Lophopetalum spp.), маллотусів (Mallotus spp.), меміцилонів (Memecylon spp.), пентаспадоній (Pentaspadon spp.), шорей (Shorea spp.) та ватік (Vatica spp.). Також тут зустрічаються високі представники родини бобових (Fabaceae), зокрема туалангові дерева (Koompassia excelsa), малаккські компассії (Koompassia malaccensis), різні види калофіллумів (Calophyllum spp.) та глют (Gluta spp.), а також натуралізовані сагові пальми (Metroxylon sagu). У деяких районах домінують маллотуси (Mallotus spp.), які утворюють майже чисті насадження.

## Фауна
Чисельність та різноманіття фауни в екорегіоні різняться залежно від структури та різноманіття рослинності, але зазвичай вони є вищими, ніж у торф'яно-болотних лісах. Як і у торф'яно-болотних лісах, тут зустрічається багато приматів, найпоширенішими з яких є макаки-крабоїди (Macaca fascicularis). Ці макаки є найбільш адаптивними приматами на Борнео, які можуть жити практично скрізь. Вони зустрічаються в дощових та заболочених лісах, мангрових лісах, на порушених ділянках та навіть у антропогенних ландшафтах, наприклад у селах. Макаки-крабоїди живуть групами з двадцяти чи більше особин, і їх зазвичай можна побачити в прибережних районах, коли вони блукають по пляжу в пошуках їжі. У внутрішніх заболочених лісах вони переважно живляться фруктами, а листя, квіти, комахи та кора доповнюють їх раціон.
Прісноводні заболочені ліси Борнео також підтримують популяції інших харизматичних мавп, зокрема калімантанських орангутанів (Pongo pygmaeus) та зондських носачів (Nasalis larvatus). Серед інших ссавців, поширених в екорегіоні, слід відзначити ендемічних борнейських пантер (Neofelis diardi borneensis), мармурових кішок (Pardofelis marmorata), яванських котів (Prionailurus javanensis), суматранських котів (Prionailurus planiceps), суматранських видр (Lutra sumatrana) та азійських видр (Aonyx cinereus). Також тут живуть допитливі видрові цивети (Cynogale bennettii), які насправді не є ані видрами, ані циветами, однак мають подібну поведінку: полюють у воді на риб, крабів і молюсків та лазять по деревах у пошуках дрібних птахів і ссавців. Перетинчасті лапи та клапани, які можуть закривати ніздрі та вуха, допомагають видровим циветам пірнати під воду, а видовжені морди з довгими і жорсткими вібрисами дозволяють їм відчувати здобич у темряві та каламутній воді. Незважаючи на те, що вперше видрову цивету було описано майже 180 років тому, досі відомо небагато інформації про життя цих загадкових нічних тварин, що живуть у затоплюваних лісах Борнео.
Орнітофауна екорегіону нараховує понад 360 видів птахів, зокрема кілька видів птахів-носорогів, таких як великі гомраї (Buceros rhinoceros), чорні птахи-носороги (Anthracoceros malayanus) та білогорлі калао (Rhabdotorrhinus corrugatus), які поширюють насіння та допомагають підтримувати різноманіття лісів. Серед інших поширених в екорегіоні птахів слід відзначити індійських свистачів (Dendrocygna javanica), малазійських лелек (Ciconia stormi), яванських марабу (Leptoptilos javanicus), білогрудих багновиків (Amaurornis phoenicurus), мангрових чапель (Butorides striata), малазійських пугачів-рибоїдів (Ketupa ketupu), смарагдовокрилих гуріалів (Pelargopsis capensis), борнейських муній (Lonchura fuscans) та майже ендемічних жовтих окулярників (Zosterops flavus).

## Збереження
Більшість прісноводних заболочених лісів екорегіону були знищені та перетворені на рисові поля та плантації каєпутових дерев (Melaleuca cajuputi). Ґрунти на алювіальних терасах глибокі, родючі і добре зволожені, що сприяє швидкому росту лісу, однак вони також ідеально підходять для сільського господарства, що спричинило масштабну вирубку затоплюваних лісів. Лише близько 1,4 % території регіону вкрито незайманими лісами. Значна частина лісів регіону постраждала під час масштабних пожеж у 1997-1998 роках. Основними загрозами для природи регіону є подальша вирубка лісів, неконтрольовані пожежі, видобування корисних копалин та полювання.
Оцінка 2017 року показала, що 4335 км², або 12 % екорегіону, є заповідними територіями. Природоохоронні території включають: Національний парк Кутай, Національний парк Танджунг-Путінг та Національний парк озера Сентарум.